# Signi Chandrawati Verdial

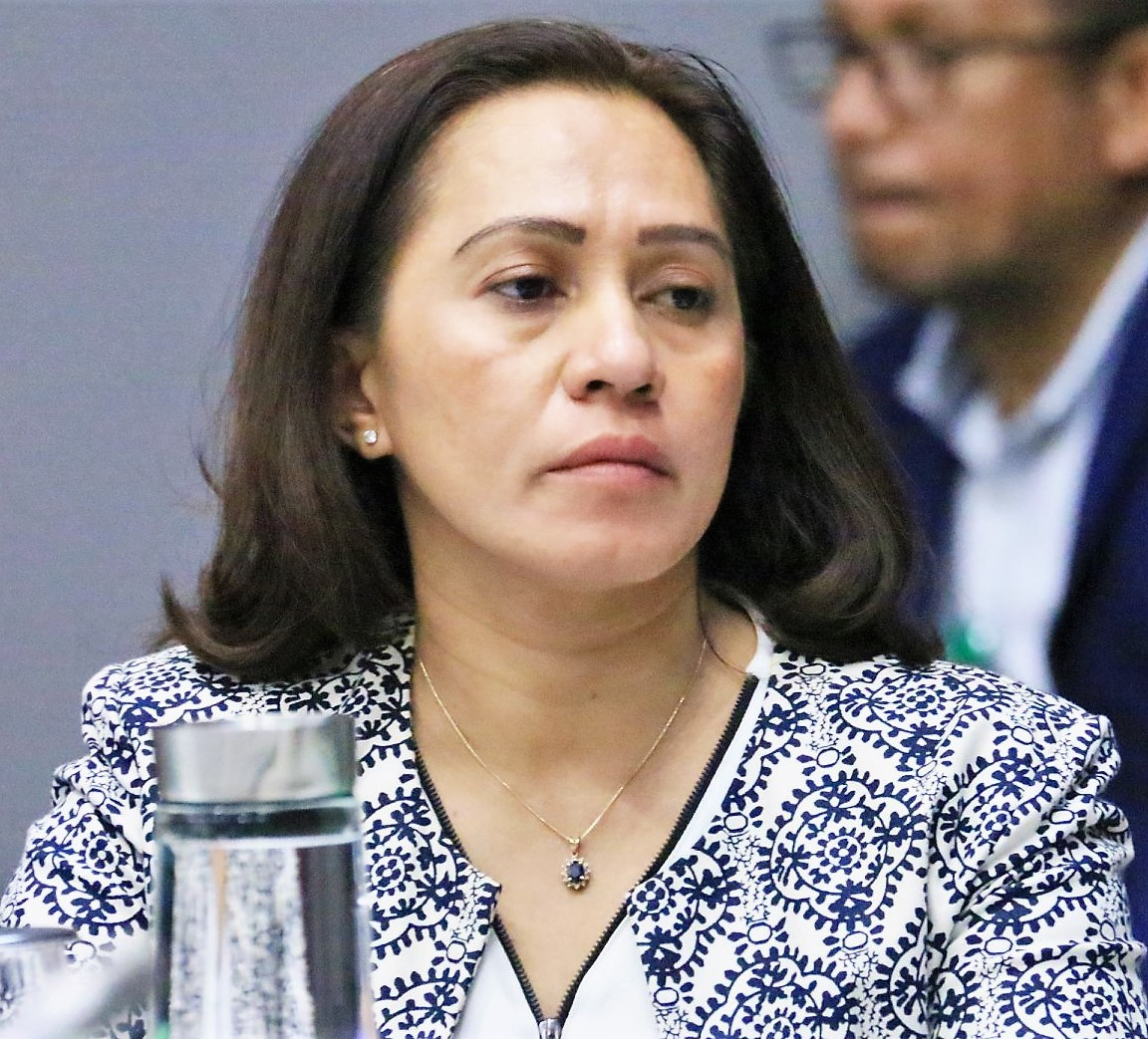
Signi Chandrawati Verdial (2020)

Signi Chandrawati Verdial (* 28. September 1979 in Vila de Ainaro, Gemeinde Ainaro, Osttimor) ist eine osttimoresische Politikerin. Sie ist Mitglied der Partidu Libertasaun Popular (PLP). Von 2018 bis 2023 war Verdial Vizeministerin für soziale Solidarität.

## Werdegang
Signi ist die Tochter von Luciano Magno und Arttemizaha Verdial. Sie hat noch eine jüngere Schwester und ist verheiratet mit José Barros Leong, einem ehemaligen Mitglied der RENETIL, der an der Christliche Universität Satya Wacana (Universitas Kristen Satya Wacana UKSW) im indonesischen Salatiga graduierte. Zusammen hat das Paar zwei Söhne.
Verdial besuchte von 1986 bis 1992 die Grundschule Nr. 1 in Dili, von 1992 bis 1995 die prä-sekundare Schule SMP 1 in Comoro (Dili) und die Sekundarschule Nr. 2 in Balide (Dili) von 1995 bis 1998. Danach wollte Verdial im indonesischen Malang studieren, doch die politische Situation in der Endzeit der indonesischen Besatzung Osttimors ließ dies nicht zu. Stattdessen konnte sie später in Neuseeland studieren und erhielt dort an der University of Waikato 2013 einen Bachelor of Social Sciences.

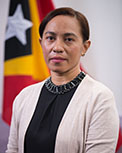
Offizielles Parlamentsfoto

Bei den Parlamentswahlen 2017 verpasste sie auf Listenplatz 9 der PLP zunächst knapp den Einzug in das Nationalparlament Osttimors. Da Parteichef Taur Matan Ruak auf seinen Parlamentssitz verzichtete, wurde sie gleich zu Beginn der Legislaturperiode am 5. September 2017 als Nachrückerin Abgeordnete. Im Parlament wurde sie Vizepräsidentin der Kommission für konstitutionelle Angelegenheiten, Justiz, Öffentliche Verwaltung, lokale Rechtsprechung und Korruptionsbekämpfung (Kommission A) und stellvertretendes Mitglied im Verwaltungsrat des Parlaments.
Bei den Parlamentswahlen 2018 verpasste Verdial den Einzug in das Parlament auf Listenplatz 45 der Aliança para Mudança e Progresso (AMP), der gemeinsamen Liste von PLP, CNRT und KHUNTO. Dafür wurde Verdial am 22. Juni zur Vizeministerin für soziale Solidarität vereidigt. Das Amt hatte sie bis zum Ende der Legislaturperiode am 30. Juni 2023 inne.